# Willem Eijmers
Willem Eijmers (auch Willem Eymers; * 15. Dezember 1884 in Den Haag; † 15. September 1932 in Arnheim) war ein niederländischer Fußballschiedsrichter.

## Werdegang
Willem Eijmers arbeitete als Referendar im Ministerie van Financiën und war für den liberalen Vrijheidsbond fast fünf Jahre lang Mitglied des Gemeinderats von Den Haag. Er wurde mit dem Orden von Oranien-Nassau in der Klasse Offizier ausgezeichnet.
Eijmers legte 1904 die Schiedsrichterprüfung ab und war direkt im Anschluss bereits auf höchster nationaler Ebene aktiv. 1913 wurde er FIFA-Schiedsrichter; das erste seiner insgesamt 12 Länderspiele leitete er am 2. November 1913 im Stade du Panorama von Verviers mit dem Freundschaftsspiel Belgien gegen die Schweiz, das die Gastgeber mit 2:0 gewannen.
Am 1. Juni 1916 pfiff Eijmers im Sportpark Houtrust seiner Heimatstadt Den Haag das Endspiel im KNVB-Pokal 1915/16, in dem sich Quick Den Haag mit 2:1 nach Verlängerung gegen HBS Craeyenhout durchsetzte.
Eijmers war zweimal als Schiedsrichter bei Olympischen Sommerspielen aktiv. Bei den Spielen 1920 in Antwerpen leitete er das Achtelfinale Spanien gegen Dänemark, das im Stade du Parc Duden in Forest/Vorst nahe Brüssel 1:0 für die Iberer endete. Bei den Sommerspielen 1928 in Amsterdam pfiff Eijmers im Olympiastadion das Achtelfinale Schweiz gegen das Deutsche Reich, in dem sich die Deutschen unter anderem nach drei Treffern von Richard Hofmann mit 4:0 durchsetzten, sowie ebenfalls im Olympiastadion das Halbfinale Italien gegen Uruguay. Letzteres endete 3:2 für die Südamerikaner, die sich wenig später im Finale gegen Argentinien durchsetzten und Olympiasieger wurden.
Zudem pfiff Eijmers am 13. November 1927 vor ca. 40.000 Zuschauern auf der Hohen Warte in Wien das Finalrückspiel im erstmals ausgetragenen Mitropapokal zwischen Rapid Wien und Sparta Prag. Trotz des 2:1-Sieges der Österreicher setzte sich der Klub aus der tschechoslowakischen Hauptstadt nach dem 6:2-Hinspielsieg mit 7:3 im Gesamtergebnis durch und gewann den Wettbewerb.
Willem Eijmers beendete seine Schiedsrichterlaufbahn im Jahr 1930. Er starb am 15. September 1932 im Alter von 48 Jahren im Diaconessenhuis in Arnheim an den Folgen eines Autounfalls, den er auf der Rückreise von einem Urlaub in der Schweiz am Monatsanfang bei Westervoort erlitten hatte.